# Gezaagde zeggemineermot
De gezaagde zeggemineermot (Elachista serricornis) is een nachtvlinder uit de familie grasmineermotten (Elachistidae).
De spanwijdte van de vlinder bedraagt tussen de 7 tot 8 millimeter.
De soort komt voor in Europa. De soort is in Nederland zeldaam. In België is de soort niet waargenomen.

## Waardplanten
De gezaagde zeggemineermot gebruikt diverse grassen, met name Eriophorum als waardplant.